# Star Alliance
Star Alliance är världens största flygbolagsallians bestående av 25 flygbolag från olika delar av världen. Alliansen styrs och sköts genom Star Alliance Services GmbH som har sitt säte i Frankfurt. Bolaget har cirka 70 anställda och Mark Schwab är sedan 2011 bolagets VD .

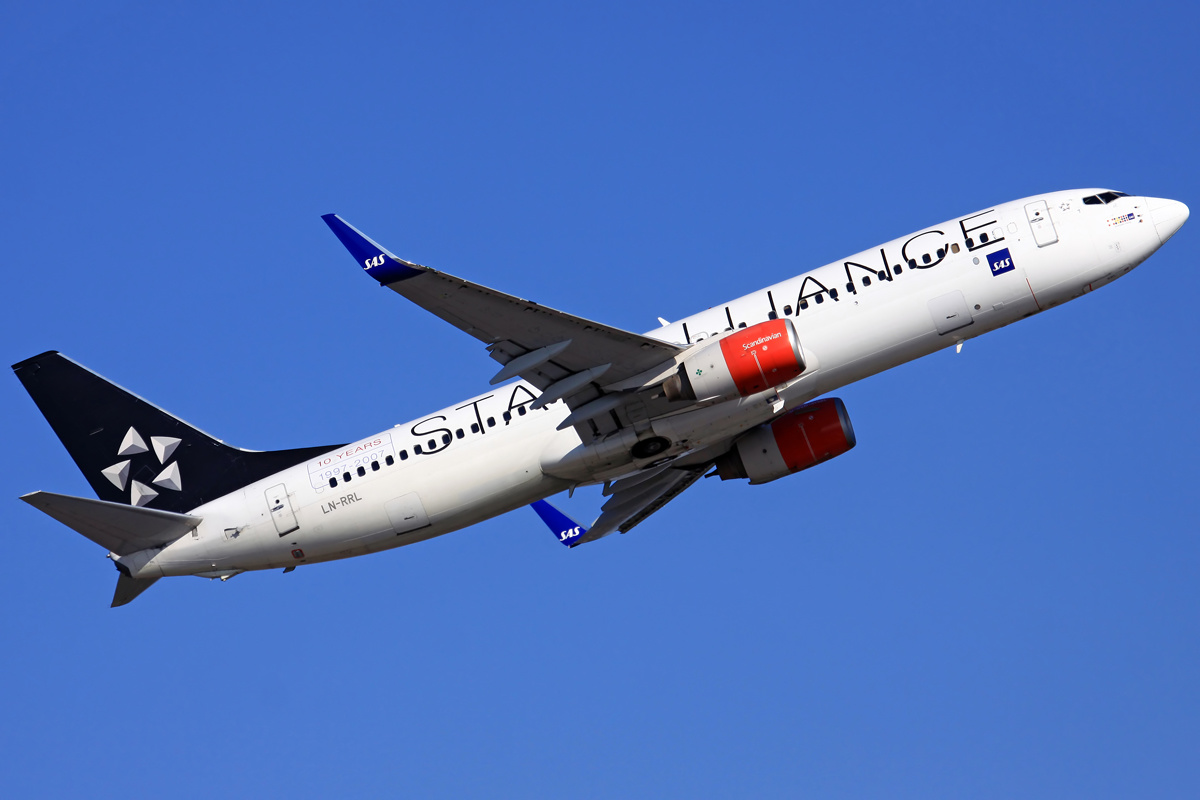
SAS Boeing 737 i Star Alliance-målning

Star Alliance startades 14 maj 1997 av Air Canada, United Airlines, Lufthansa, SAS och Thai Airways. Alliansen var då först i sitt slag och har sedan dess fått efterföljare i Oneworld och SkyTeam.   
Samarbetet är uppbyggt kring i huvudsak sex punkter:
- Gemensamma bonusprogram - som kund i ett bolag tjänar man bonuspoäng hos samtliga medlemmar i Star Alliance (Se tex. Miles & More, Eurobonus).
- Tillgång till lounger.
- Samarbete kring teknik och logistik.

- Tidtabeller som underlättar byten mellan medlemmarna.

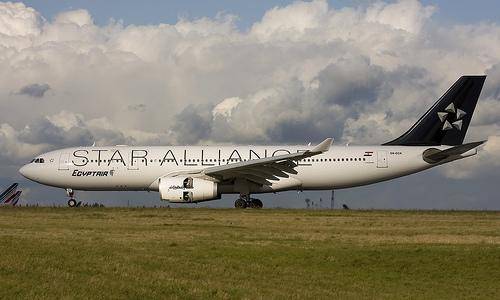
Egypt Air

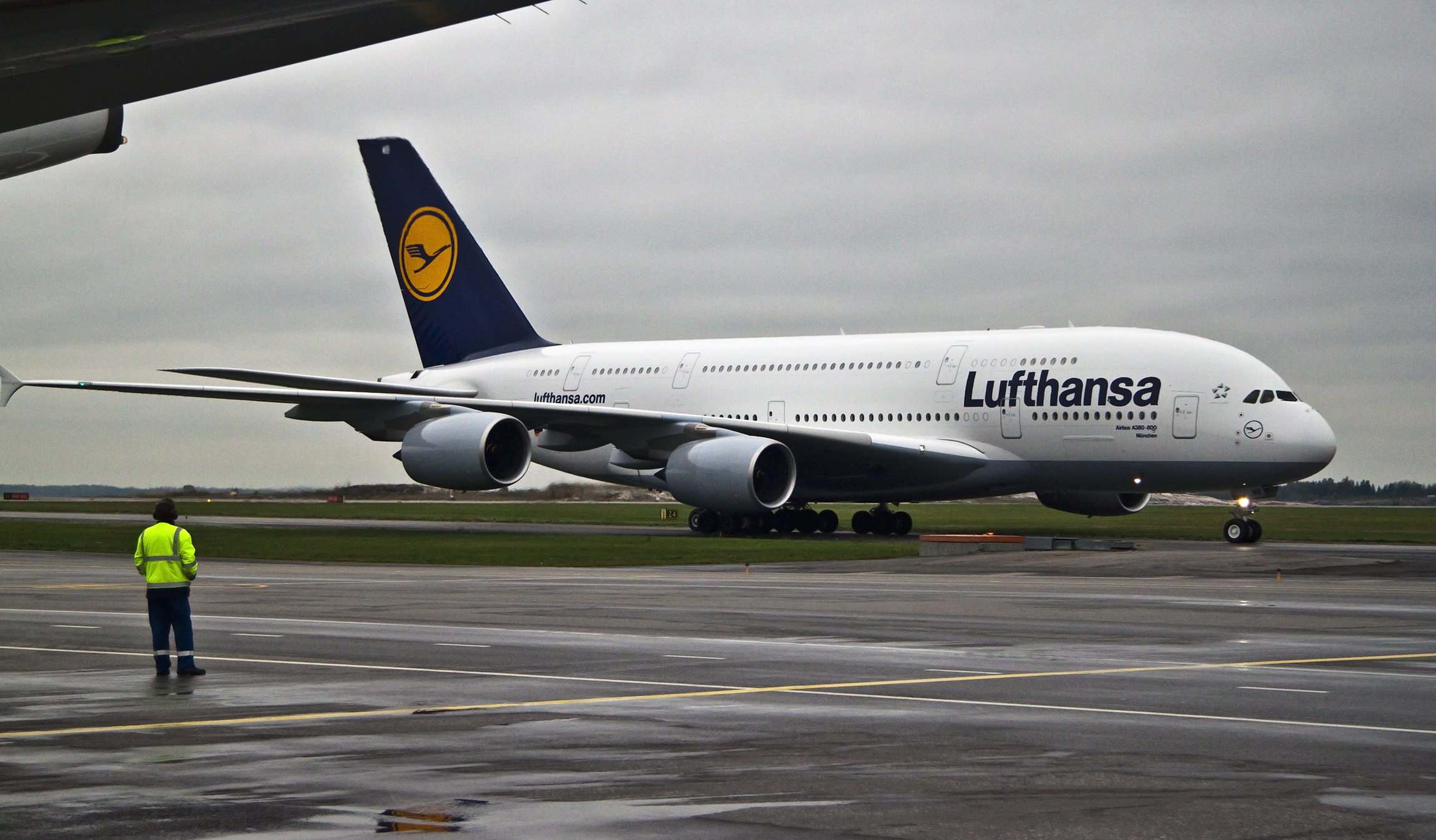

- Gemensamma erbjudande som exempelvis jorden-runt biljetter som involverar mer än ett flygbolag.

- Gemensam profil.

Star Alliance innebär alltså ett djupare samarbete än enbart code share-flygningar, även om det är den delen av samarbetet som kunden oftast kommer i kontakt med.  

## Medlemshistorik
- 1997 - Star Alliance bildas av Air Canada, United Airlines, Lufthansa, SAS och Thai Airways.[3] Varig blir medlem senare samma år.[4]
- 1999 - Ansett Australia, ANA och Air New Zealand blir medlemmar.
- 2000 - Singapore Airlines, Bmi, Mexicana och Austrian Airlines blir medlemmar.
- 2001 - Ansett Australia går i konkurs. AirBaltic Estonian Air blir medlemmar
- 2003 - Asiana Airlines, LOT Polish Airlines och Spanair blir medlemmar.
- 2004 - US Airways  blir medlem. Mexicana väljer att lämna Star Alliance till förmån för ett code shareavtal med American Airlines.
- 2005 - TAP Air Portugal blir medlem. America West Airlines förvärvar US Airways, behåller namnet US Airways på det nya större fusionerade flygbolaget som kvarstår i alliansen.
- 2006 - Swiss International Air Lines och South African Airways blir medlemmar.
- 2007 - Varig utesluts efter att inte levt upp till åtaganden som en följd av en långvarig kris. I december blev Air China och Shanghai Airlines nya medlemmar.
- 2008 - Turkish Airlines blir den tjugonde medlemmen 1 april och EgyptAir blev den tjugoförsta medlemmen.
- 2009 - Continental Airlines (nuvarande United Airlines) lämnar SkyTeam för att bli medlem i Star Alliance i oktober. Brussels Airlines som förvärvats av Lufthansa blir medlem 9 december.
- 2010 - TAM Airlines  och Aegean Airlines ansluter i maj respektive juni. Olympic Air godkänns som framtida medlem. Shanghai Airlines tillkännager att bolaget lämnar Star Alliance efter att ha gått samman med China Eastern Airlines.[5] Indian Airlines är godkänd som framtida medlem och bedöms ansluta 2011.
- 2011 - Ethiopian Airlines ansluter från och med 13 december. Air Indias ansökan suspenderas då bolaget inte lever upp till kraven. Air Olympics planerade fusion med Aegean Airlines stoppas av konkurrensmyndigheter varför Air Olympics ansökan avbryts. Mångåriga medlemmen Spanair går i konkurs och lämnar alliansen.
- 2012 - Continental Airlines fusioneras med United Airlines varvid det nya bolaget stannar i Star Alliance under namnet United. Brittiska Bmi förvärvas av konkurrerande British Airways och Iberia och lämnar alliansen. De sydamerikanska bolagen Avianca, TACA Airlines och Copa Airlines ansluter samtidigt. Blue 1 upphör att vara en fullvärdig medlem men kvarstår som associerad medlem i egenskap av dotterbolag till Scandinavian Airlines. I november blev kinesiska Shenzhen Airlines fullvärdig medlem .
- 2013 - TAM Airlines meddelar att de lämnar Star Alliance 2014. Samtidigt blir det Taiwanesiska bolaget EVA Air medlem.
- 2014 - Air India blir medlem.
- 2023 - SAS meddelar att man kommer att lämna Star Alliance den 31 augusti 2024 och gå med i Skyteam.

## Star Alliance i siffror
(enligt deras hemsida, juni 2014)
- Antal medlemmar: 28
- Bildades: 1997
- Antal årliga passagerare: 637,62 miljoner
- Dagliga avgångar: över 18.571
- Antal anställda: 439.232
- Antal destinationer: 1321 flygplatser i 193 länder
- Flotta: 4 456 flygplan

## Regionala medlemmar
Sedan 2004 erbjuder Star Alliance ett regionalt medlemskap, detta innebär att flygbolaget inte har rösträtt utan representeras av ett annat bolag. Ett exempel på detta är SAS dotterbolag Blue1. På detta sätt kan alliansen erbjuda ett heltäckande system inom små områden.
- Adria Airways - genom Lufthansa
- Blue1 - genom SAS (blue1 blev rent produktionsbolag åt SAS och lämnade därmed alliansen 2012) [6]

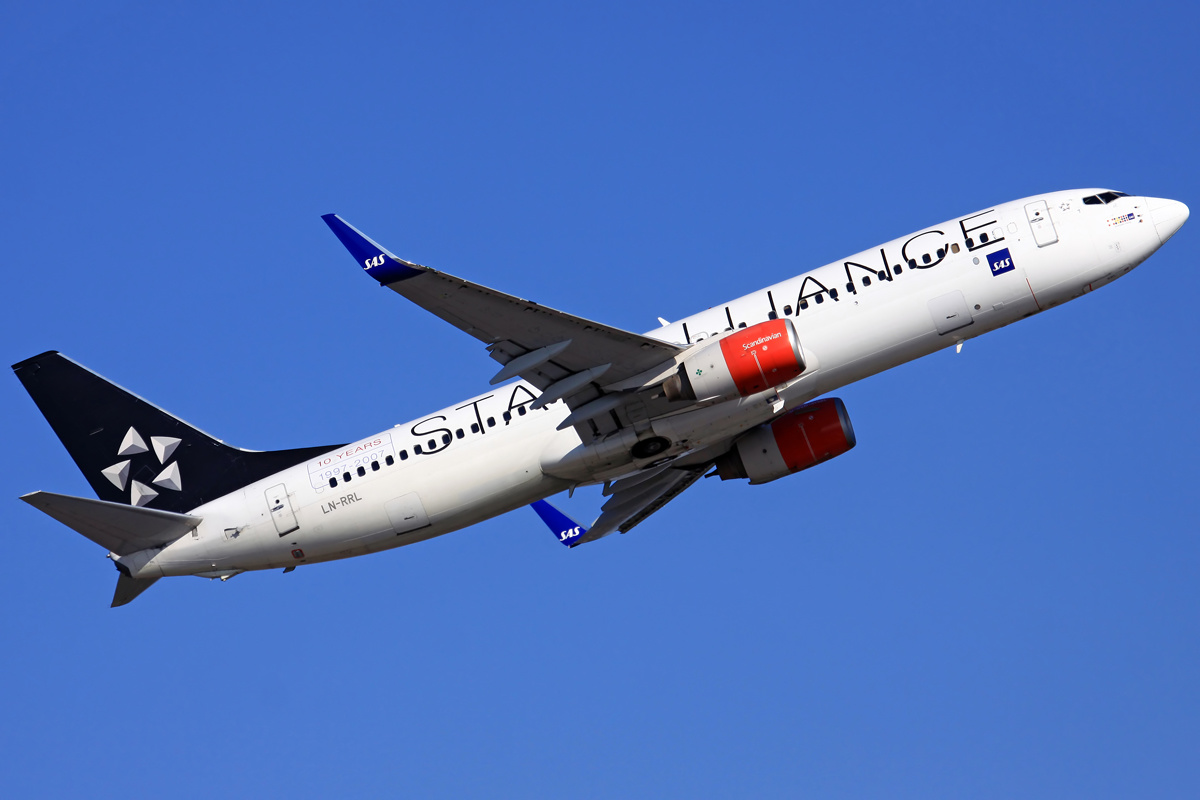

- Croatia Airlines - genom Lufthansa